# Regiunea Grodno
Regiunea Grodno (belarusă : Гродзенская вобласць) este o regiune situată în vestul Belarusului. Capitala provinciei este orașul Grodno, situat pe râul Neman. Regiunea se învecinează la nord cu Letonia, la vest cu regiunea Minsk și regiunea Vitebsk, la sud cu regiunea Brest, iar la vest cu Polonia.
1. ↑  GeoNames, accesat în 9 iulie 2017